# 여수항
여수항(麗水港)은 대한민국 전라남도 여수시에 있는 항구이다. 여수시 관할의 섬으로 가는 선박이 운행하고 있으며, 삼산면을 오가는 배는 고흥군의 나로도를 거쳐간다. 또 제주도나 남해군으로 가는 배도 있다.
- 국제 크루즈항을 개설하여 국제 크루즈 기항지로 준비중이다.